# Geranomyia eurygramma eurygramma
Geranomyia eurygramma là một phân loài ruồi của loài Geranomyia eurygramma trong họ Limoniidae. Chúng phân bố ở vùng Tân nhiệt đới.